# Abbazia di Trzebnica
L'abbazia di Trzebnica è un antico monastero femminile cistercense della Slesia, oggi in Polonia.

## Storia
L'abbazia fu fondata nel 1203 da Enrico I, duca di Slesia, e da sua moglie Edvige.
Secondo la tradizione, il duca fondò l'abbazia per esaudire un voto dopo essersi salvato mentre stave per annegare con il suo cavallo.
Le prime monache giunsero dall'abbazia cistercense di Kitzingen, in diocesi di Bamberga, presso la quale la duchessa Edvige aveva trascorso l'infanzia ed era stata educata: la prima badessa fu Petrissa, già governante di Edvige.
Gertrude, figlia dei duchi, fu monaca a Trzebnica e poi badessa. Anche Edvige, rimasta vedova, abbracciò la vita religiosa nel monastero.
La chiesa abbaziale fu consacrata nel 1219. Dopo i lavori di rifacimento effettuati tra il 1741 e il 1789, l'edificio passò dalle originali forme romaniche a quelle barocche. La chiesa conserva lavori di Franz Joseph Mangoldt, Michael Willmann e Felix Anton Scheffler; la pala dell'altare maggiore, raffigurante l'Assunzione della Vergine, è di Christian Philipp Bentum (1747/1748).
Con il trattato di Breslavia del 1742 la Slesia passò alla Prussia protestante: dopo la morte dell'ultima badessa, nel 1810, l'abbazia fu soppressa e secolarizzata da Federico Guglielmo III. Fu donata dal a Gebhard Leberecht von Blücher, principe di Wahlstatt, e poi passò all'ordine melitense.
Fu poi ceduta alle suore borromee, che ne fecero la casa-madre della loro congregazione.